# Dada Life
Dada Life são um duo sueco de electro-house formado por Olle Cornéer e Stefan Engblom. 
Em 2010 Dada Life ficou em #89 na DJ Mazagine Top 100 DJs.
Em 2011 conseguiram uma posição muito melhor, ficando em #38 na DJ Mazagine Top 100 DJs.
Em 2012 conquistaram a #24 posição no ranking do Top 100 DJs da DJ Magazine
Alguns dos maiores sucessos de Dada até hoje incluem "Kick Out The Epic Motherf*cker", "Unleash the Fucking Dada", "White Noise / Red Meat" e seus remixes de "feat Kaskade, Haley - Dynasty" e "Big Bad Wolf - Duck Sauce "

## Shows ao vivo
Dada Life é conhecido por seus sets de alta energia ao vivo. Dada Life teve a honra de abrir para o um dos maiores do mundo DJ Tiësto, em datas selecionadas ao redor do mundo durante sua Turnê Mundial de enorme sucesso (2009-2010) Kaleidoscope.
No Electric Daisy Carnival 2011, em Las Vegas, Dada Life atraiu uma multidão enorme e surpreendeu seus fãs com uma banda ao vivo de 25 peças para acompanhar seu set. 
Em 2014 o duo fez duas apresentações no Brasil, no dia 24 de janeiro em Recife, no Hidden Warenhouse e no dia 25 de janeiro em Balneário Camboriú no Green Valley

## Sausage Fattener Plugin
Dada Life estreou seu primeiro plugin maio 2011, apropriadamente intitulado Sausage Fattener. 
Sausage Fattener é usada por Tiësto, Kaskade, Diplo, Laidback Luke, Chuckie, Sebastian Ingrosso, Hardwell, Dimas Angger, E Frank, Zedd, Dimitri Vegas & Like Mike, Marcus Schossow, Adam K , John Dahlbäck e muitos outros produtores e DJs.

## Discografia

### 2009
- Just Do the Dada

### 2010
- Just Do the Dada (Extended & Remixes)

### 2012
- The Rules of Dada

### 2013
- The Rules of Dada (Fan Remixes)

## Singles

### 2006
- Big Time

### 2007
- The Great Fashionista Swindle
- This Machine Kills Breakfasts
- We Meow, You Roar

### 2008
- Sweeter Than Fever
- Your Favourite Flu
- Fun Fun Fun
- The Great Smorgasbord
- Cash In Drop Out

### 2009
- Happy Hands & Happy Feet
- Sweet Little Bleepteen
- Let's Get Bleeped Tonight
- Smile You're On Dada
- Love Vibrations

### 2010
- Just Bleep Me (Satisfaction)
- Cookies With a Smile
- Tomorrowland Anthem / Give In To The Night
- Unleash the F***ing Dada

### 2011
- White Noise / Red Meat
- Fight Club Is Closed (It's Time For Rock'n'Roll)
- Happy Violence
- Kick Out the Epic Motherf**ker

### 2012
- Feed The Dada

### 2013
- Born To Rage
- This Machine Kills Ravers

### 2014
- One Smile

## Remixes

### 2007
- Tonite Only - Where The Party's At (Dada Life Remix)

### 2009
- Alex Gopher - "Handguns (Dada Life Remix)"
- Dimitri Vegas & Like Mike - "Under The Water (Dada Life Remix)"
- Moonbootica - "The Ease (Dada Life Remix)"
- Moonflower & Abs - "Feel Free (Dada Life Remix)"
- Super Viral Brothers - "Hot Chocolate (Dada Life Remix)"
- Albin Myers - "Times Like These (Dada Life Remix)"
- Eric Prydz - "Pjanoo (Dada Life Guerilla Fart Edit)"

### 2010
- MVSEVM - "French Jeans (Dada Life Remix)"
- Young Rebels & Francesco Diaz - Damascus (Dada Life Remix)
- Erik Hassle - "Hurtful (Dada Life Remix)"
- Gravitonas - "Kites (Dada Life Remix)"
- Tim Berg - "Alcoholic (Dada Life Remix)"
- Kaskade - "Dynasty (Dada Life Remix)"
- Dan Black feat. Kid Cudi - "Symphonies (Dada Life Remix)"
- Chickenfoot - "Oh Yeah (Dada Life Remix)"
- Kylie Minogue - "All The Lovers (Dada Life Remix)"
- Gravitonas - "Religious (Dada Life Remix)"
- Martin Solveig feat. Dragonette - "Hello (Dada Life Remix)"
- Bart Claessen - "Catch Me (Dada Life Remix)"
- Malente - "Music Forever (Dada Life Remix)"
- Boy 8-Bit - "Suspense Is Killing Me (Dada Life Guerilla Fart #5)"
- Staygold - "Video Kick Snare (Dada Life Remix)"
- Designer Drugs - "Through the Prism (Dada Life Remix)"

### 2011
- Lady Gaga - "Born This Way (Dada Life Remix)"
- Hardwell - "Encoded (Dada Life Remix)"
- Mustard Pimp - "ZHM (Dada Life Remix)"
- David Guetta & Taio Cruz - "Little Bad Girl (Dada Life Remix)"
- Duck Sauce - "Big Bad Wolf (Dada Life Remix)"
- Chuckie - "Who Is Ready To Jump (Dada Life Remix)"
- November fall - "Deejay Smiley (Dada Life included)"

### 2012
- Afrojack & R3hab - "Prutataaa (Dada Life Remix)"
- Justin Bieber - "Boyfriend (Dada Life Remix)"

- Madonna - Girl Gone Wild (Dada Life Remix)

- Kaskade feat. Haley - Llove (Dada Life Remix)
- Mylo - "Drop The Pressure (Dada Life Guerilla Fart #14)"

### 2013
- Benny Benassi pres. The Biz - Satisfaction (Dada Life Remix)

- Bingo Players - "Out Of My Mind (Dada Life Remix)"[2]
- Major Lazer feat. Bruno Mars & Tyga & Mystic - "Bubble Butt (Dada Life Remix)"
- Andybody - The First Bass Is The Deepest (Dada Life Edit)
- Marina and the Diamonds - "How To Be A Heartbreaker (Dada Life Remix)"

### 2015
- Dj sona -Kinetic (The Crystal Method x Dada Life)